# Paltauf-Fleck
Paltauf-Flecken – benannt nach Arnold Paltauf – sind postmortal auftretende Leichenflecken bei Menschen, die durch Ertrinken gestorben sind. Sie finden sich an der Pleura visceralis und sind etwa 1 cm im Durchmesser, makroskopisch verwaschen und hellrötlich. Ursächlich sind  Kapillarblutungen.
Andere rechtsmedizinische Zeichen des Ertrinkens sind z. B. das Emphysema aquosum und der Schaumpilz.